# Voyage
Voyage je deveti studijski album švedskog sastava ABBA. Diskografske kuće Polar Music i Universal Music objavile su ga 5. studenoga 2021. Prvi je album s novim pjesmama skupine nakon albuma The Visitors (iz 1981.) i njezina raspada 1982.
Album je najavljen 2. rujna 2021. u prijenosu uživo na YouTubeu. Godine 2018. članovi ABBA-e najavili su da su snimili dvije pjesme, "I Still Have Faith in You" i "Don't Shut Me Down", koje su naknadno postale glavni singlovi s albuma. Skupina je također izjavila da će 27. svibnja 2022. u londonskom Queen Elizabeth Olympic Parku biti održan koncert na kojem će nastupati digitalizirani avatari njezinih članova uz pratnju deseteročlanog sastava.
Mrežno mjesto abbavoyage.com pokrenuto je 26. kolovoza 2021., u Londonu su postavljeni reklamni plakati, a računi na društvenim medijima pod imenom "ABBA Voyage" prenosili su obavijesti o skorašnjoj najavi.
Sadrži deset pjesama, od kojih su dvije, "Just a Notion" i "Bumblebee", prethodno bile objavljene u sklopu medleyja demosnimki "ABBA Undeleted" s box seta Thank You for the Music iz 1994.

## O albumu

### Pozadina
Nakon raspada 1982. ABBA se ponovno okupila 6. lipnja 2016.; tog je dana na privatnoj zabavi u Stockholmu odsvirala pjesmu "The Way Old Friends Do". Dvije godine poslije, u travnju 2018., članovi sastava izjavili su da su snimili dvije nove pjesme, "I Still Have Faith in You" i "Don't Shut Me Down".
Te su pjesme izvorno snimljene za posebnu televizijsku emisiju NBC-ja i BBC-ja, no grupa ih je naknadno odlučila iskoristiti za turneju "ABBAtar" najavljenu nekoliko mjeseca prije.

### ABBAtari
Digitalni avatari članova sastava koji će se pojaviti na koncertu, neslužbeno nazvani "ABBAtarima" ("ABBAtars"), prvi su put najavljeni u rujnu 2017.; Benny Andersson izjavio je da će im biti potrebno neko vrijeme za izradu lica, a Ulvaeus je komentirao da ga oduševljava tehnološki napredak. Turneja je izvorno trebala početi 2019., no zbog tehničkih poteškoća i pandemije koronavirusa odgođena je do 2022. ABBAtari se služe istom tehnologijom uz pomoć koje je 2012. izrađen pseudohologram Tupaca Shakura, a uz te će avatare nastupati i koncertna skupina. Sami su članovi sastava nosili odijela za praćenje pokreta tijekom izrade avatara, a za grafiku je zaslužan Industrial Light & Magic.

## Popis pjesama
Tekstovi i glazba: Benny Andersson i Björn Ulvaeus. 
| Br. | Skladba                     | Trajanje |
| --- | --------------------------- | -------- |
| 1.  | »I Still Have Faith in You« | 5:09     |
| 2.  | »When You Danced with Me«   |          |
| 3.  | »Little Things«             |          |
| 4.  | »Don't Shut Me Down«        | 3:56     |
| 5.  | »Just a Notion«             |          |
| 6.  | »I Can Be That Woman«       |          |
| 7.  | »Keep an Eye on Dan«        |          |
| 8.  | »Bumblebee«                 |          |
| 9.  | »No Doubt About It«         |          |
| 10. | »Ode to Freedom«            |          |

## Uspon na ljestvicama
I Still Have Faith In You i Don't Shut Me Down uspele su se u Top Ten u nekoliko europskih država. U Švicarskoj i Švedskoj pjesma Don't Shut Me Down zauzela je prvo mjesto singlova.
To je prvi put da se ABBA popela na prvo mjesto švedske ljestvice singlova još od pjesme "Summer Night City" 1978.